# گوکچه
گوکچه (به ترکی استانبولی: Gökçe) شهری است در کشور ترکیه که در استان ماردین واقع شده‌است. جمعیت این شهر بر اساس سرشماری سال ۲۰۰۸ میلادی ۶٬۸۳۱ نفر و بر اساس برآوردهای سال ۲۰۰۹ میلادی ۷٬۰۹۹ نفر می‌باشد.